# Halse (Engeland)
Halse is een civil parish in het bestuurlijke gebied Somerset West and Taunton, in het Engelse graafschap Somerset met 290 inwoners.